# تیم ملی فوتبال لتونی

تیم ملی فوتبال لتونی یک تیم فوتبال بین‌المللی است که به نمایندگی از کشور لتونی به میدان می‌رود. این تیم زیر نظر فدراسیون فوتبال لتونی فعالیت می‌کند.